# ابوکاتا جنوب
ابوکاتا جنوب (به لاتین: Abeokuta South) یک سکونتگاه مسکونی در نیجریه است که در ایالت اوگون واقع شده‌است.

## خصوصیات
ابوکاتا جنوب ۷۱ کیلومترمربع مساحت و ۲۵۰٬۲۷۸ نفر جمعیت دارد.